# CH Boadilla
Le Club Hielo de Boadilla est un club de hockey sur glace espagnol. Il est l'émanation du CH Madrid avant d'être déménagé à Majadahonda. Depuis, le club a cessé ses activités en seniors mais conserve des équipes dans les plus jeunes catégories.

## Palmarès
Meilleur résultat en Championnat d'Espagne
- 5e en 1990

## Historique
| Saison    | Championnat        | Coupe d'Espagne | Coupe d'Europe |
| --------- | ------------------ | --------------- | -------------- |
| 1979-1980 | 6e                 | ?               | -              |
| 1980-1981 | 7e                 | ?               | -              |
| 1981-1982 | 1er (2° Division)  | ?               | -              |
| 1982-1983 | 6e                 | ?               | -              |
| 1983-1984 | 1er (2° Division)  | ?               | -              |
| 1984-1985 | 6e                 | ?               | -              |
| 1985-1986 | ?                  | ?               | -              |
| 1986-1987 | Pas de championnat | ?               | -              |
| 1987-1988 | Pas de championnat | ?               | -              |
| 1988-1989 | 6e                 | ?               | -              |
| 1989-1990 | 6e                 | ?               | -              |